# Katia Cardenal

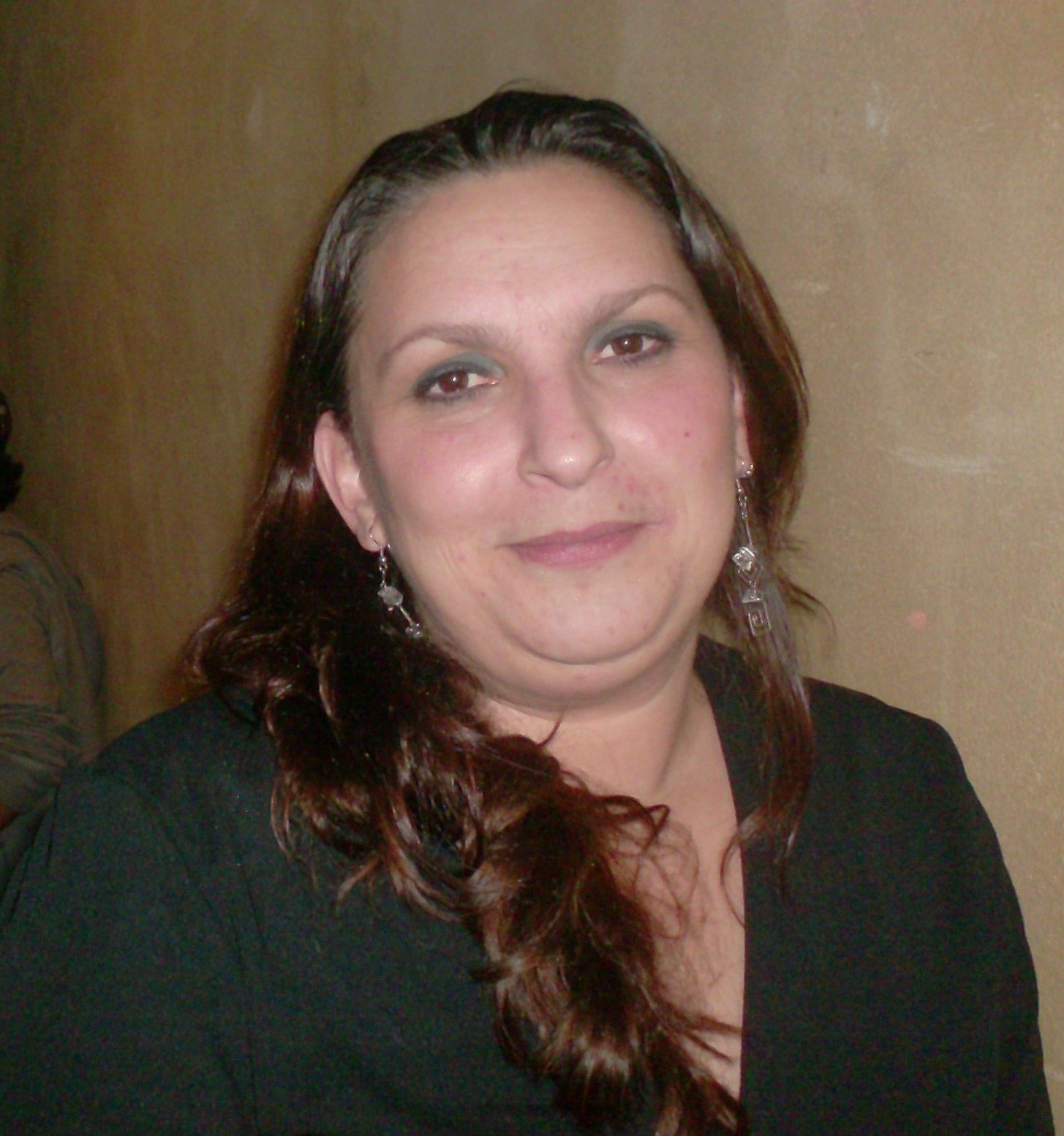
Katia Cardenal

Katia Cardenal (sinh ngày 19 tháng 6 năm 1963 tại Managua, Nicaragua) là một ca sĩ / nhạc sĩ người Nicaragua, và là một phần của phong trào nueva trova. Katia và em trai của cô, Salvador Cardenal, thành lập Duo Guardabarranco, một trong những người ủng hộ hàng đầu của Nueva trova, được biết đến với những bài hát cổ điển như Guerrero del amor, Guardabosques, Casa Abierta và Colibri. Là một nghệ sĩ solo, Katia Cardenal đã phát hành bảy album với nhãn Na Uy Kirkelig Kulturverksted BRAZOS DE SOL, NAVEGAS POR LAS COSTAS, EN REVESLANDIA, FRAGANCIA, SUEÑO DE UNA NOCHE DE VERANO, VEN A MI CASA ESTA NAVIDAD, MESSE CHO KARI OG OLE (với choke chopper Skruk, và ba MOKA Discos Nicaraguan. MARIPOSA DE ALAS ROTAS, HOJARASCA y MISA CAMPESINA NICARAGÜENSE.

## Tiểu sử
Katia Cardenal sinh tại Nicaragua năm 1963. Cô trở thành một fan hâm mộ của âm nhạc nổi tiếng từ rất sớm, hát trong điệp khúc tại điệp khúc El Colegio Teresiano của Managua. Cô bắt đầu biểu diễn trước công chúng với anh trai mình, Salvador, khi họ mới 16 tuổi. Họ tự gọi mình là Duo Guardabarranco, sau con chim quốc gia Nicaragua. Nó không mất nhiều thời gian cho những bản hòa âm mới mẻ, thơ ca nguyên thủy và những bài hát du dương để trở nên nổi tiếng. Cô không chỉ được mọi người ở đất nước của cô nhận ra, mà còn được cả những người ủng hộ Movimiento de la Nueva Canción Latinoamericana quốc tế công nhận. Chỉ với một vài năm kinh nghiệm, cô bắt đầu tham quan Châu Mỹ và Châu Âu. Giữa công việc khác của mình, Katia cũng tốt nghiệp như một nhà giáo dục âm nhạc từ Escuela de Música de Managua vào năm 1984. Từ 1984-1994, cô làm việc như một giáo viên sáo và solfa cho trẻ em và thanh thiếu niên ở các trường khác nhau. Kể từ tháng 1 năm 1997, cô đã tăng cường sự nghiệp solo của mình và chuyển đến châu Âu. Cô đã phát hành chín album solo, đại diện cho các giai đoạn khác nhau trong sự nghiệp của mình. Cô đã khám phá các chủ đề và nhịp điệu mới với các nhạc sĩ đến từ Na Uy, Nicaragua, Thụy Điển, nhưng luôn trung thành với những bài hát đã truyền cảm hứng cho cô hai thập kỷ trước. Năm 2004, cô bắt đầu hãng thu âm riêng của mình với tên gọi Moka Discos ở Nicaragua. Hiện tại, cô ấy có các buổi hòa nhạc và tiếp tục thực hiện các bài hát của mình, các ca khúc của anh trai cô là Salvador Cardenal, và những bài hát của các nhà soạn nhạc gốc Tây Ban Nha và Scandinavia khác. Cô ấy hoạt động ở Nicaragua. Trong sự nghiệp của mình, cô đã biểu diễn tại Hoa Kỳ, Tây Ban Nha, Đức, Đan Mạch, Na Uy, Thụy Điển, Tiệp Khắc, Cuba, Nga, Panama, Ecuador, Mexico, Costa Rica, Honduras, Thụy Sĩ, Canada, Chile, Luxemburgo, Puerto Rico, Guatemala, El Salvador, Ý, Thụy Sĩ, Phần Lan, Anh, Panama, Áo, Colombia, và liên tục đi lưu diễn với con gái Nina Cardenal, người đóng vai The Guitar with Katia từ năm 2008.

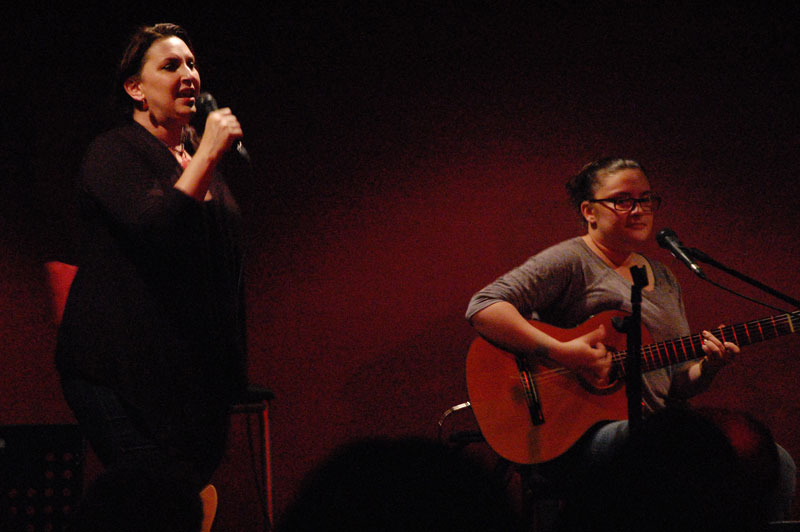
Ca sĩ Katia Cardenal đến từ Nicaragua và con gái của cô tại Câu lạc bộ Trovajazz của Guatemala vào tháng 8 năm 2013

## Phát hành
- La Misa Campesina Nicaragüense 2008 - MOKA Discos
- Mariposa de alas rotas, 2008 - MOKA Discos
- Hojarasca, 2004 - MOKA Discos
- Fragancia, 2002 - Kirkelig Kulturverksted
- Sueño de una noche de verano, 2001 - Kirkelig Kulturverksted
- Ven a mi casa esta navidad, 2000 - Kirkelig Kulturverksted
- En Reveslandia, 1999 - Kirkelig Kulturverksted
- Navegas por las costas, 1999 - Kirkelig Kulturverksted
- Brazos de sol, 1997 - Kirkelig Kulturverksted